# Animal Tracks (album USA)
Animal Tracks è il terzo album in studio pubblicato negli USA nel 1965 dal gruppo rock inglese The Animals. Venne pubblicato nel Regno unito un album omonimo con diversi contenuti.

## Tracce
1. We Gotta Get Out Of This Place - 3:17
2. Take It Easy Baby - 2:51
3. Bring It On Home To Me - 2:40
4. The Story Of Bo Diddley - 5:42
5. Don't Let Me Be Misunderstood - 2:26
6. I Can't Believe It - 3:35
7. Club A-Go-Go - 2:19
8. Roberta - 2:04
9. Bury My Body - 2:52
10. For Miss Caulker - 3:55